# یرنو
شهر یرنو (به رومانیایی: Iernut) در شهرستان موره در کشور رومانی واقع شده‌است. جمعیت این شهر ۹٬۸۳۳ نفر  است.